# Piotr Ponikowski
Piotr Paweł Ponikowski (ur. 11 lutego 1961 we Wrocławiu) – polski kardiolog, profesor nauk medycznych, profesor zwyczajny, prorektor ds. nauki (2016–2020), rektor Uniwersytetu Medycznego im. Piastów Śląskich we Wrocławiu. 
Kierownik Centrum Chorób Serca (02.2019 – 06.2021), a od lipca 2021 r. dyrektor Instytutu Chorób Serca Uniwersyteckiego Szpitala Klinicznego we Wrocławiu oraz Uniwersytetu Medycznego im. Piastów Śląskich we Wrocławiu. Jego zainteresowania badawcze obejmują głównie takie zagadnienia jak: niewydolność serca (badania kliniczne i eksperymentalne), choroba wieńcowa, arytmia serca.

## Kariera naukowa
W 1980 roku rozpoczął studia na Wydziale Lekarskim Akademii Medycznej we Wrocławiu i w 1986 uzyskał dyplom z wyróżnieniem ich ukończenia. Stopień naukowy doktora nauk medycznych otrzymał w 1990. Habilitował się w 1997 r. na podstawie rozprawy zatytułowanej Badanie równowagi autonomicznej w układzie sercowo-naczyniowym u chorych z niewydolnością krążenia z wykorzystaniem metody analiz zmienności rytmu serca i zmienności ciśnienia tętniczego. W roku 2002 uzyskał tytuł profesora nauk medycznych. Specjalizację zawodową drugiego stopnia z chorób wewnętrznych otrzymał w 1992, a z kardiologii w 1997 roku.

## Działalność naukowa

### Główne zainteresowania naukowe
- Niewydolność serca – badania kliniczne i eksperymentalne
- Ocena regulacji odruchowych w układzie krążenia i oddychania

### Udział w wybranych projektach badawczych
- Granty Fundacji Nauki Polskiej, Komitetu Badań Naukowych, Granty Wspólnoty Europejskiej (European Community, Framework V and VII, Horyzont 2020)
- FIM Endovascular Endovascular carotid body ablation in patients with treatment resistant hypertension: a safety and feasibility study (2014–2017)
- EU Projects: BIOSTAT-CHF[7]: (2010–2015); SICA-HF[8] Studies invastigating co-morbidities aggravating heart failure (2009–2013);
- EU Horyzont 2020[9][10]: Beta3_LVH and SECURE (2016–2021)

### Publikacje
- Współautorstwo łącznie ponad 900 prac ogłoszonych drukiem w czasopismach recenzowanych[11][12]
- Łączna liczba cytowań w piśmiennictwie międzynarodowym: > 200000; h-index = 164[11][12]

### Badania kliniczne
- Beneficjent wielu grantów m.in. Fundacji Nauki Polskiej, Komitetu Badań Naukowych, Wspólnoty Europejskiej (European Community), Framework V and VII, Horyzont 2020
- Główny badacz w ponad 100 badaniach klinicznych dotyczących leczenia niewydolności serca, stabilnej dławicy piersiowej, nadciśnienia tętniczego oraz ostrego zespołu wieńcowego i cukrzycy (1999–2019)
- Członek wielu Steering/Executive Committees fazy II i III dużych badań klinicznych
- co-chair FAIR-HF (Vifor), RESHAPE-HF (Abbott Medical Devices); AFFIRM-AHF (Vifor):
- Executive Committee: Pre-RELAX/RELAX Programme and RELAX-AHF-2 (Novartis), TRUE-AHF (Cardiorentis); VICTORIA (BAYER and MSD), DAPA-HF (Astra Zeneca); EMPERIAL (Boehringer Ingelheim); VITALITY-HFpEF (Bayer); CCM-HFpEF (Impulse Dynamics), METEORIC-HF (Amgen).

## Działalność w towarzystwach naukowych
- Członek Zarządu Głównego Polskiego Towarzystwa Kardiologicznego (PTK) (2004–2011)
- Przewodniczący Komitetu Naukowego Zjazdów Polskiego Towarzystwa Kardiologicznego (2004–2011)
- członek Europejskiego Towarzystwa Kardiologicznego (ang. Fellow of the European Society of Cardiology, FESC) (1998)
- Członek Komitetu Naukowego Zjazdów European Society of Cardiology (2002–2006 i 2008–2010)
- Skarbnik (2006–2008), Prezydent elekt (2008–2010), Prezydent (2010–2012) Heart Failure Association of the European Society of Cardiology
- Członek Committee for Practice Guidelines of the ESC (2012–2016)
- Członek Zarządu European Society of Cardiology (2012–2014)
- Prezes Polskiego Towarzystwa Kardiologicznego (2017–2019)
- Fellow of the Heart Failure Society of America (HFSA) (2019)

## Nagrody i wyróżnienia
- 2024 Nagroda Prezesa Rady Ministrów za osiągnięcie w zakresie działalności naukowej
- 2016, 2017, 2018, 2019, 2020, 2021, 2022, 2023 – Laureat Rankingu Thomson Reuters Ranking „The World’s Most Influential Scientific Minds” – najwyżej cytowanych naukowców na świecie[13][14]
- 2019 – Największa osobowość w promocji regionu (Stowarzyszenie na Rzecz Rozwoju Dolnego Śląska)
- 2019 – Ranking Menedżera Zdrowia – Najbardziej wpływowy polski kardiolog
- 2018 – Copernicus – polsko-niemiecka nagroda naukowa przyznawana przez Fundację na rzecz Nauki Polskiej i Deutsche Forschungsgemeinschaft (DFG) za wybitne osiągnięcia w dziedzinie kardiologii
- 2018 – Nagroda Prezesa Rady Ministrów za wybitny dorobek naukowy
- 2018 – Złoty Krzyż Zasługi za dorobek naukowy
- 2015 – Medal od Prezydenta Wrocławia Rafała Dutkiewicza „Zasłużony dla Wrocławia”